# Heilige Mariakathedraal (Batticaloa)

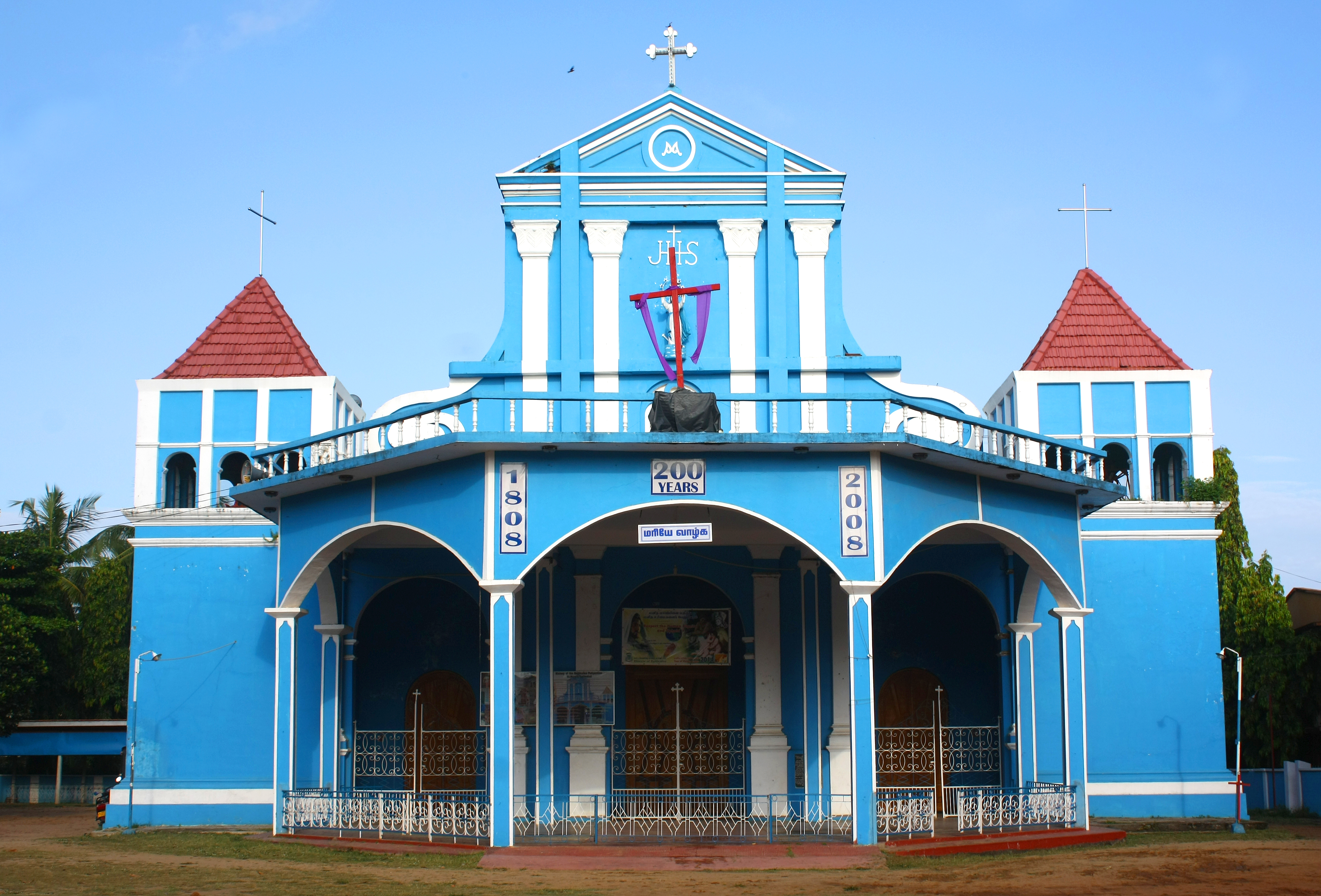
Heilige Mariakathedraal in Batticaloa

De Heilige Mariakathedraal (Engels: St. Mary Cathedral) is een rooms-katholiek kerkgebouw in Batticaloa (Sri Lanka). Sinds 2012 is het als kathedraal de zetel van het toen opgerichte bisdom Batticaloa. De blauw geschilderde kathedraal is gelegen op het eiland Puliyantivu in het centrum van de stad.

## Geschiedenis
De eerste kerk van de Heilige Maria werd op deze plaats gebouwd in 1808. Dit was een kleine kerk die nu in de kathedraal is ingebouwd als sacristie. Bouwheer was Paschal Mudaliyar. De Franse missionaris-oblaat Auguste-Marie Rouffiac liet de kerk in 1867 uitbreiden en liet later ook een pastorie bouwen. In 1874 werd begonnen met de bouw van de huidige kerk onder leiding van pater Francis Xavier. Hiervoor werd de oude kerk deels afgebroken en de klokken van de oude kerk werden verplaatst naar de nieuw klokkentoren. In 1890 werd de kerk uitgebreid met twee beuken. In 1967 werd de kerk verheven tot kathedraal, als co-kathedraal van het nieuwe bisdom Trincomalee-Batticaloa.